# Maria Charlotta Koburg
Maria Charlotta Amelia Augusta Wiktoria Klementyna Leopoldyna Koburg (ur. 7 czerwca 1840 w Brukseli, zm. 19 stycznia 1927 w Meise) – księżniczka belgijska, cesarzowa Meksyku z dynastii Koburgów. Córka króla Belgów Leopolda I i Ludwiki Marii (córki króla Francuzów – Ludwika Filipa I, z dynastii Burbonów Orleańskich). Imię otrzymała na cześć pierwszej żony swojego ojca – Charlotty Hanowerskiej.

## Dzieciństwo
Od dzieciństwa wykazywała się dużą inteligencją i wysokimi ambicjami. Była blisko związana ze swoją babką, byłą królową Francuzów. Maria Amelia była powiernicą swojej wnuczki, regularnie z nią korespondowała, szczególnie kiedy Charlotta była w Meksyku. Od początku odnosiła się bardzo sceptycznie do wyjazdu swojej wnuczki do Ameryki. Po spowodowanej gruźlicą śmierci swojej matki, Charlotta została oddana pod opiekę hrabiny Hulste, bliskiej przyjaciółki rodziny. Kilka tygodni w roku księżniczka mieszkała w Claremont wraz ze swoją babką i resztą rodziny swej matki na wygnaniu.

## Małżeństwo

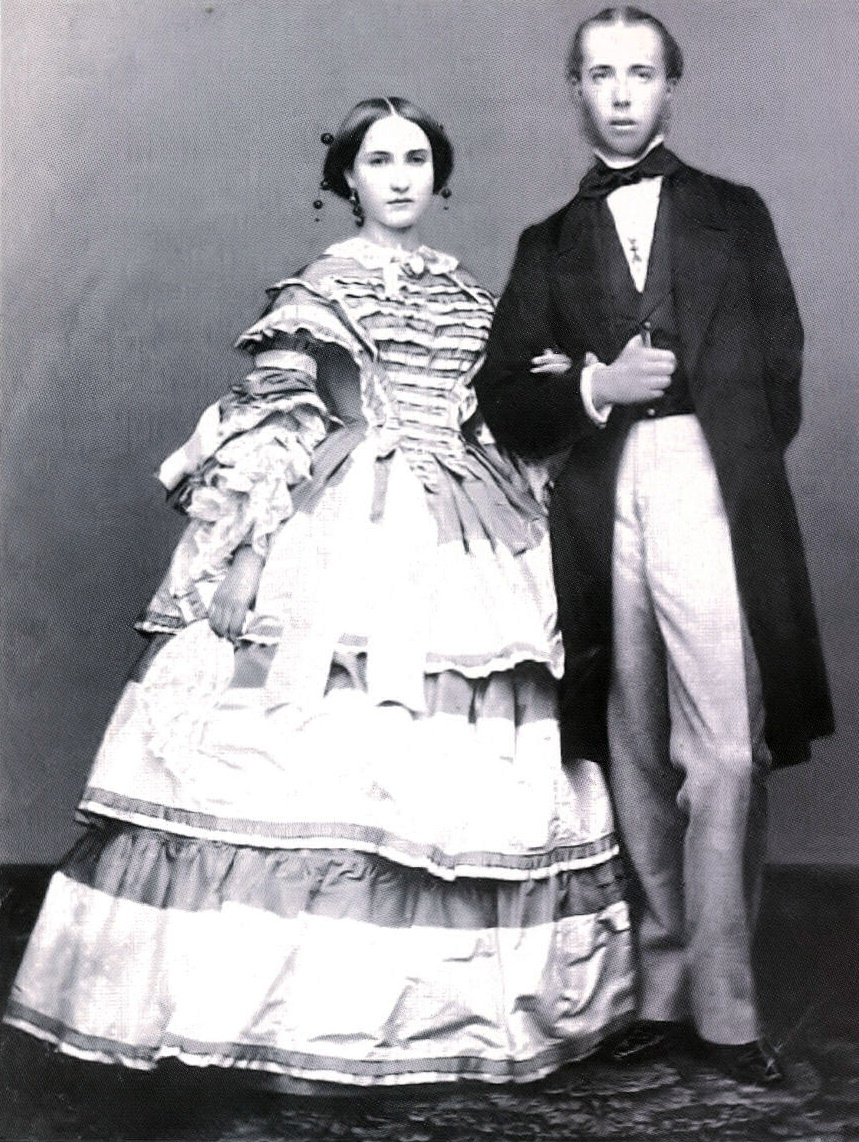
Młody arcyksiążę Maksymilian z Marią Charlottą

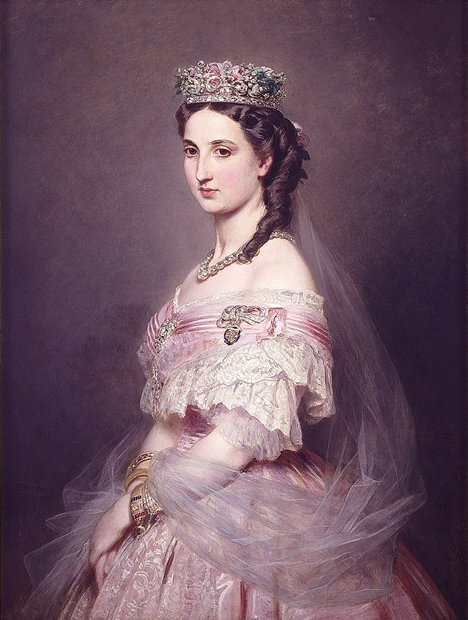
Maria Charlotta z Orderem Świętego Karola na portrecie pędzla Franza Winterhaltera, 1864

27 lipca 1857 wyszła za mąż za arcyksięcia austriackiego – Maksymiliana z dynastii Habsburgów, brata cesarza Franciszka Józefa. Propozycję małżeństwa otrzymała również od króla Portugalii, jednak odrzuciła ją, uważając Portugalię za zacofany kraj. Początkowo Charlotta była bardzo lubiana przez swoją teściową Zofię, która widziała w niej przykład idealnej żony dla austriackiego arcyksięcia. Nastawienie to zmieniło się jednak z czasem. Popadła także w konflikt z cesarzową Elżbietą, dwór robił na złość nielubianej cesarzowej m.in. ogłaszając Charlottę najpiękniejszą na dworze. Mówiło się, że Charlotta nie lubi szwagierki, bo ta miała bardzo bliskie stosunki z idealistycznym Maksymilianem, z którym łączyło ją wspólne spojrzenie na wiele spraw. Belgijska księżniczka zazdrościła także cesarzowej urody i czaru. Charlotta spędziła stosunkowo kilka szczęśliwych lat we Włoszech, podczas gdy jej mąż był gubernatorem Lombardii i Wenecji. Maksymilian nie miał jednak żadnej realnej władzy, a małżonkowie pragnęli znacznie bardziej ambitnej roli.

## Cesarzowa Meksyku
10 kwietnia 1864 została koronowana na cesarzową Meksyku. Charlotta była ambitna i to głównie dzięki niej Maksymilian zgodził się objąć tron. Razem z mężem adoptowała Agustína de Iturbide y Green i jego kuzyna Salvadora de Iturbide y de Marzán – wnuków poprzedniego cesarza Meksyku Agustina de Iturbide. Młodemu Agustinowi para nadała tytuł „Jego wysokość, książę Iturbide” i zamierzała uczynić go swoim dziedzicem. Cesarzowa nie była zadowolona z decyzji męża o adopcji wnuków poprzedniego władcy. Widziała w tym oficjalne potwierdzenie swojej niemożności wydania na świat dziecka, więc do swych adoptowanych dzieci czuła nienawiść. Jednak mimo to bardzo zaprzyjaźniła się z ciotką następcy tronu, księżniczką Józefiną, siostrą cesarza Iturbide. Charlotta przyjęła hiszpańską wersję swojego imienia: „Carlota”. Cesarzowa poważnie brała swoje nowe cesarskie obowiązki. Wybrała się nawet do Jukatanu, gdzie zwiedziła ruiny Uxmal.
Gdy w Meksyku wybuchła rewolucja, Charlotta udała się do Europy, szukając pomocy, której jednak nie otrzymała. Jej męża rozstrzelano 19 czerwca 1867. Jego ostatnie słowa podobno były skierowane do żony: „Biedna Carlota!”. Cesarzowa, nie umiejąc pogodzić się z tragedią, popadła w otępienie, z którego nie otrząsnęła się aż do śmierci. Nigdy nie powróciła do Meksyku. Zmarła w belgijskim Meise.

## Nieślubne dziecko
Nie ustają pogłoski o tym, że w 1866 Charlotta romansowała z belgijskim wojskowym Alfredem van der Smissenem i 21 stycznia 1867 urodziła syna – Maxime'a Weyganda. Weygand nie potwierdził, ani nie zaprzeczył, że mógł być synem cesarzowej, dlatego ta kwestia pozostaje ciągle niepewna.

## Wdowa
Brat byłej cesarzowej, Filip, książę Flandrii, kazał zbadać siostrę przez psychiatrów, którzy orzekli, że jest chora umysłowo, objawy choroby zaczęły już występować podczas podróży po Europie, kiedy, na przykład cesarzowa wmówiła sobie, że ktoś zamierza ją otruć. Nic nie jadła, aż ktoś przed nią nie posmakował posiłku. Piła wodę z fontanny, sądząc, że nikt nie mógł otruć publicznego wodopoju. Do stołu w jej pokoju przywiązywano kurę i na jej oczach zabijano, aby Charlotta mogła być pewna, że jedzenie będzie zdrowe. Resztę swojego życia spędziła w odosobnieniu, najpierw w Miramarze blisko Triestu we Włoszech. Następnie przebywała w zamku Bouchout w Meise w Belgii. Podczas I wojny światowej jej belgijski majątek został otoczony przez wojska niemieckie, pozostał jednak nietknięty, ponieważ Austria była jednym z głównych sojuszników Niemiec, zaś Charlotta była owdowiałą szwagierką austriackiego cesarza.
Cesarzowa po śmierci męża okazywała głęboką miłość do zmarłego. Pielęgnowała wszystkie rzeczy związane z cesarzem. Trudno powiedzieć na co dokładnie i jak bardzo cierpiała Charlotta. Majątkiem byłej cesarzowej, która była jedną z najbogatszych kobiet Europy, zarządzał baron de Goffinet, poddany króla Leopolda II. Władca Belgii chciał mieć pewność, że wszystkie te pieniądze będą wydane na jego osobistą kolonizację Konga.

## Tytulatura
- 7 czerwca 1840 – 27 lipca 1857: „Jej Królewska Wysokość Charlotta Księżniczka Belgii”
- 27 lipca 1857 – 10 kwietnia 1864: „Jej Cesarska i Królewska Wysokość Charlotta Arcyksiężniczka Austrii, Królewska Księżna Węgier i Czech”
- 10 kwietnia 1864 – 19 czerwca 1867: „Jej Cesarska Wysokość Cesarzowa Meksyku”
- 19 czerwca 1867 – 19 stycznia 1927: „Jej Cesarska Wysokość Charlotta Cesarzowa Meksyku”